# Comisión de Función Pública
La Comisión de Función Pública es una comisión del Senado de España que conoce de todos los asuntos relativos al personal al servicio de las Administraciones Públicas. Su actual presidente es el senador por León, Salvador Vidal Varela.
La Comisión fue creada en el año 2018 tras la reforma gubernamental de dicho año, asumiendo las funciones que en ese momento tenía la Comisión de Hacienda. En legislaturas anteriores, las competencias sobre la función pública han estado siempre en otras comisiones, con especial relevancia en el periodo 1993-2000, cuando estuvo integrada en Interior bajo el nombre de Comisión de Interior y Función Pública.

## Presidentes
| Presidente            | Partido político | Circunscripción | Mandato   |
| --------------------- | ---------------- | --------------- | --------- |
| Rosa Vindel           | PP               | Madrid          | 2018-2019 |
| Salvador Vidal Varela | PSOE             | León            | 2019-2023 |

## Composición actual
Actualmente está compuesta por 28 senadores:
| Mesa de la Comisión | Mesa de la Comisión | Mesa de la Comisión                   | Mesa de la Comisión                   | Mesa de la Comisión                   | Mesa de la Comisión                 | Mesa de la Comisión          | Mesa de la Comisión             |
| Presidente | Presidente | Vicepresidente primero                | Vicepresidente primero                | Vicepresidente segundo                | Vicepresidente segundo              | Secretario primero           | Secretario segundo              |
| --- | --- | ------------------------------------- | ------------------------------------- | ------------------------------------- | ----------------------------------- | ---------------------------- | ------------------------------- |
| Salvador Vidal Varela (PSOE) | Salvador Vidal Varela (PSOE) | María Victoria de Pablo Dávila (PSOE) | María Victoria de Pablo Dávila (PSOE) | Francisco José Fernández Pérez (PP)   | Francisco José Fernández Pérez (PP) | Gustavo García García (PSOE) | Carmelo Romero (PP)             |
| Miembros de la Comisión | |                                       |                                       |                                       |                                     |                              |                                 |
| Grupo Socialista | Grupo Popular | Grupo ERC-EH Bildu                    | Grupo Ciudadanos                      | Grupo Vasco                           | Grupo Nacionalista                  | Grupo Izquierda Confederal   | Grupo Mixto                     |
| - José María Oleaga - José Aurelio Aguilar Román - Santiago José Castellà Surribas - María del Carmen García Querol - María Ascensión Godoy Tena - Fernando Martínez López - Gonzalo Palacín Guarné - Víctor Javier Ruíz de Diego - Eduardo Santiago Calleja - María Jesús Serrano Jiménez - Cándida Verdier Mayoral - Alejandro José Zubeldia Santoyo | - Juan Pablo Martín Martín - Rosa María Arza Rodríguez - Esther Basilia del Brío González - Gerardo Martínez Martínez - Laura Concepción Prieto Arribas | - Miquel Caminal Cerdá                | - Ángel Mayo Llanos                   | - María Mercedes Garmendia Bereciartu | - Josep María Matamala Alsina       | - Esperanza Gómez Corona     | - José Miguel Fernández Viadero |
| Fuente: | |                                       |                                       |                                       |                                     |                              |                                 |